# Église de la Trinité de Luxembourg
Pour les articles homonymes, voir Église de la Trinité.
L'église de la Trinité (en luxembourgeois : Dräifaltegkeetskierch), également connue sous les noms d'église protestante ou d'église de la Congrégation, est utilisée depuis 1817 pour les services protestants de la ville de Luxembourg. Elle est située au 5 rue de la Congrégation, dans la vieille ville, et est l'unique église protestante de la ville.

## Histoire

### Église de la Congrégation
Vers 1313, Friedrich von Meysenburg fait construire une chapelle à cet endroit. En 1602, l'Ordre des Prêcheurs (dominicain) construit un monastère autour de l'église. Lorsque les jésuites s'installent à proximité et construisent l'Athénée de Luxembourg et l'église des Jésuites, aujourd'hui la Cathédrale Notre-Dame, les dominicains choisissent de déménager au Marché-aux-poissons et, en 1628, vendent le monastère et l'église à la Congrégation Notre-Dame des chanoinesses de Saint-Augustin, un ordre fondé en 1597 dans le duché de Lotharingie par Alix Le Clerc et l'abbé Pierre Fourier. Au Luxembourg, cette congrégation est également appelée Sophie-Schwësteren et se consacre à l'éducation des filles.
Lors du siège de la ville par les troupes de Louis XIV en 1684, l'église et le monastère sont bombardés et détruits, puis reconstruits. En 1737, la pierre angulaire d'une nouvelle église est posée sur les fondations de l'ancienne église et sa construction s'achève entre 1739 et 1742. Cette nouvelle église, très similaire à l'église Saint-Paulin de Trèves, est le premier grand édifice baroque de la ville. En 1745, l'église est consacrée à la Sainte Trinité par l'évêque suffragant de Trèves, Lothar Friedrich von Nalbach. Elle reçoit ses premiers autels en 1770. Ceux-ci se trouvent à présent dans l'église Saint-Michel et dans les églises de Baschleiden et Everlange.
Jusqu'à cette époque, une crypte sous l'église sert de lieu de sépulture. En deux rangées les unes sur les autres, comme dans les catacombes romaines, se trouvent 32 tombes, dans lesquelles 125 chanoinesses sont enterrées. Dans la crypte, il y a aussi deux pierres tombales, des fondateurs du monastère, à savoir Anne-Marie von Mansfeld (1585 – 1657) et Marguerite von Busbach (1579 – 1651). La crypte n'est redécouverte qu'en 1939, sous la direction du ministre des Travaux publics René Blum, alors que l'église est en cours de rénovation. Les ouvriers trouvent un ornement sur un mur avec l'inscription "Sanguis Eius Super Nos" (Son sang [soit] sur nous – Matthieu 27:25).
À l'époque de la Révolution française, l'église est utilisée comme magasin de fourrage, théâtre et temple décennal,.

### Église protestante

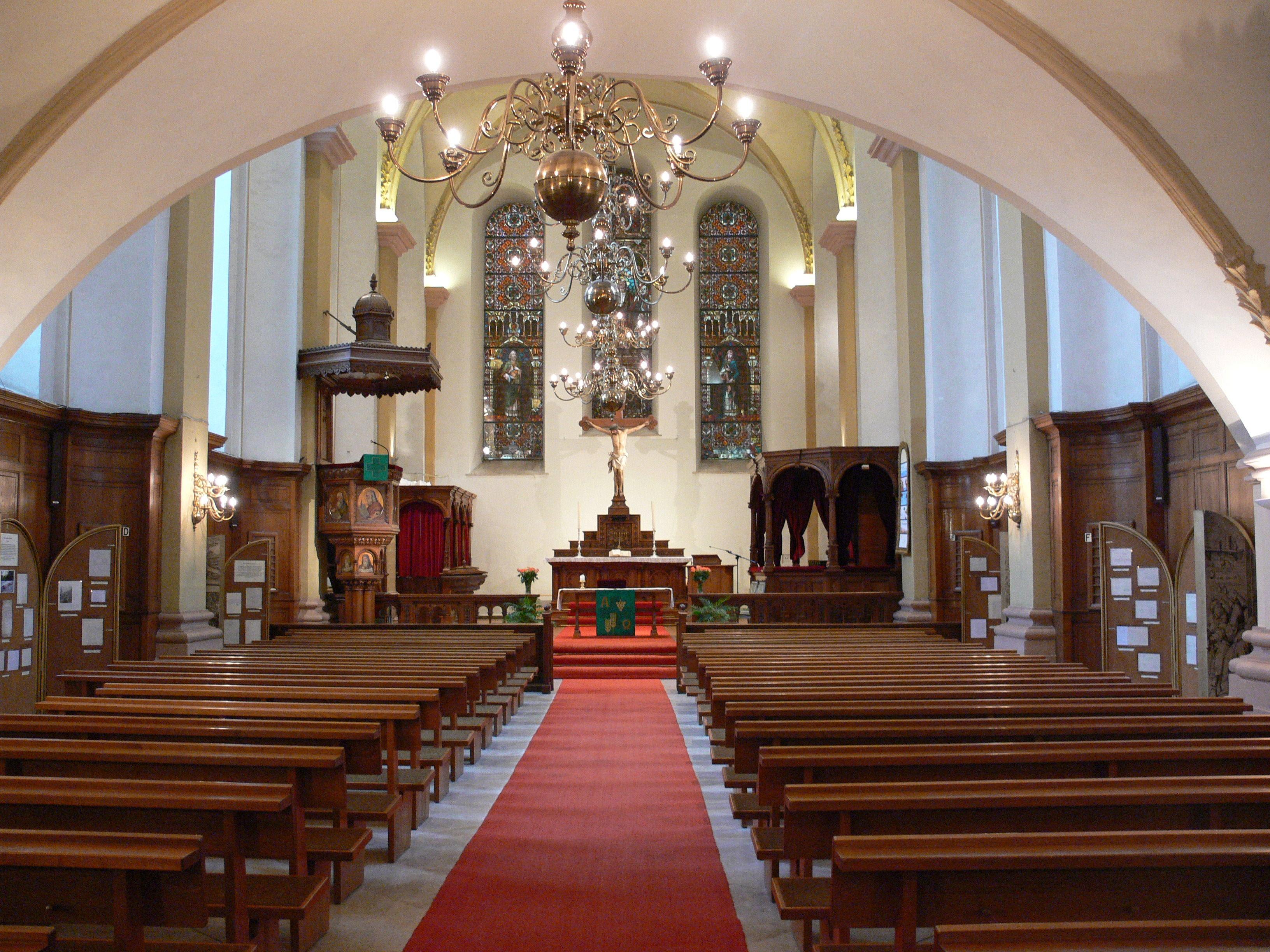
Intérieur de l'église.

Après le Congrès de Vienne, le roi des Pays-Bas Guillaume Ier devint grand-duc de Luxembourg en 1815. Par décret royal du 20 octobre 1817, l'église de la congrégation est reconstruite par l'État comme église de garnison pour les protestants parmi les troupes de garnison prussiennes. Autour de cette communauté militaire, une communauté civile protestante a émergé, composée de fonctionnaires, de soldats, d'artisans et de travailleurs invités.
En 1890, après que la dynastie Nassau-Weilburg ait repris le trône du Luxembourg avec le grand-duc Adolphe, l'église de la Trinité devient l'église de la dynastie dirigeante du Luxembourg. Le Grand-Duc fait don de trois vitraux en 1901 sur le mur est. L'autel, la sacristie, la chaire, la loge du monarque, les fonts baptismaux et le lustre sont également offerts par le Grand-Duc.
Après la mort d'Adolphe, son fils Guillaume IV marie la catholique Marie-Anne de Bragance. Le contrat de mariage stiple que tous les fils issus de cette union seraient protestants et toutes les filles seraient catholiques. Le couple a finalement six filles, ce qui implique que la religion du grand-duché redevient le catholiscime.
L'orgue est construit en 1877 par Stumm de Sulzback. Les dons pour l'orgue vienennt, entre autres, du Grand-Duc de Saxe-Weimar. L'orgue, rénové en 1998, compte 1 350 tuyaux.